# 阿爾泰米夫卡 (鮑里斯皮爾區)
阿爾泰米夫卡是位於烏克蘭北部的村莊，由基辅州鲍里斯皮尔区的鲍里斯皮尔市镇負責管轄。該村始建於1929年，面積0.62平方公里，海拔高度99米，2001年人口293，人口密度每平方公里472.6人。